# Braise d'or
Braise d’or (titre original : Flush of Gold) est une nouvelle du Nord canadien de Jack London, publié à Londres en 1908. En France, elle a paru pour la première fois en 1928.

## Historique
La nouvelle est publiée initialement dans le mensuel britannique The Grand Magazine (en) en avril 1908, avant d'être reprise dans le recueil Lost Face en mars 1910.

## Éditions

### Éditions en anglais
- Flush of Gold, dans le mensuel britannique The Grand Magazine (en), Londres, avril 1908.
- Flush of Gold, dans le recueil Lost Face, New York ,The Macmillan Co, mars 1910.

### Traductions en français
- Braise d’or, traduction de Paul Gruyer et Louis Postif in Le Jeu du ring, recueil, Paris, Hachette, 1928
- Braise d’or, traduction de Paul Gruyer et Louis Postif, in Construire un feu, recueil, 10/18, 1977.
- Braise d’or, traduction de Paul Gruyer & Louis Postif revue et complétée par Frédéric Klein, in Construire un feu, recueil, Phébus, 2007.

## Sources
- (en) Jack London's Works by Date of Composition
- http://www.jack-london.fr/bibliographie